# نهر أدامز
نهر أدامز هو أحد روافد نهر تومبسون ونهر فريزي في كولومبيا البريطانية، كندا. بدءاً من جبال موناشي إلى الشمال، يتدفق نهر أدامز العلوي بشكلٍ أساسي جنوباً ويصل في النهاية إلى بحيرة أدامز. يبدأ نهر أدامز السفلي عند الطرف الجنوبي للبحيرة ويتدفق إلى أقصى الطرف الغربي لبحيرة شوسواب. يعدّ النهر من أهم مناطق تكاثر سالمون سوك آي في أمريكا الشمالية. تبدأ مسيرة السالمون في منتصف شهر تشرين الأول\أكتوبر حيث تحضر ملايين الأسماك إلى منطقة مركزية بالقرب من مصب النهر. أظهرت عمليات التنقيب في قرى سيكويبيمك الواقعة على ضفاف النهر تقاليد موغلة في القدم تحيط باستيطان المنطقة وصيد سمك السالمون. كان النهر بمثابة طريق لنقل الأخشاب بعد قطع الأشجار في مستجمعات المياه.

## وصلات خارجية
- Multimedia overview of B.C.'s Sockeye (BBC)
- Adams River Salmon Society
- 1958 Newsreel about the Adams River Salmon Run